# Сорокін Максим Федорович
Максим Федорович Сорокін (29 січня 1899, місто Тифліс, тепер місто Тбілісі, Республіка Грузія — 18 лютого 1965, місто Пенза, Російська Федерація) — радянський партійний і комсомольський діяч, 1-й секретар Дагестанського обласного комітету ВКП(б). Член Бюро ЦК ВЛКСМ з 18 липня 1924 по 23 березня 1926 року. Депутат Верховної Ради СРСР 1-го скликання.

## Біографія
Народився 16(29) січня 1899 року в родині робітника-котельника і прачки. У 1909 році закінчив трирічну школу Ради з'їзду бакинських нафтопромисловців в місті Баку.
У травні 1911 — січні 1912 року — нагрівальник заклепок приватної кустарної котельної майстерні в місті Баку.
У січні 1912 — березні 1918 року — котельник, чеканник, клепальник Бакинського заводу Товариства братів Нобель.
У березні — вересні 1918 року — червоногвардієць 11-го Чорноміського батальйону міста Баку закавказької Червоної гвардії. Воював проти турецьких військ та загонів горців.
У вересні 1918 — липні 1920 року — кочегар-мастильник пароплава «Федосей» на Каспійському морі. У 1919 році вступив до підпільної спілки робітничої молоді (комсомолу) в місті Баку.
Член РКП(б) з травня 1920 року.
У липні — жовтні 1920 року — комісар пароплава «Алекпер» на Каспійському морі.
У жовтні 1920 — жовтні 1921 року — організатор, секретар Портово-Морського районного комітету комсомолу (КСМ Азербайджану) міста Баку.
У жовтні 1921 — жовтні 1922 року — секретар Бакинського міського комітету КСМ Азербайджану.
У жовтні 1922 — квітні 1924 року — секретар ЦК КСМ Азербайджану.
У квітні — серпні 1924 року — секретар Закавказького крайового комітету РЛКСМ в місті Тифлісі.
У серпні 1924 — травні 1926 року — голова Військової і Національної комісій ЦК ВЛКСМ в місті Москві, помічник начальника Політичного управління РСЧА з комсомолу.
У травні 1926 — вересні 1927 року — секретар Середньоазіатського бюро ЦК ВЛКСМ в місті Ташкенті.
У вересні 1927 — вересні 1929 року — слухач курсів марксизму-ленінізму при Комуністичній академії в Москві.
У вересні 1929 — січні 1930 року — відповідальний інструктор Північного крайового комітету ВКП(б) в місті Архангельську.
У січні 1930 — листопаді 1931 року — секретар Архангельського міськрайонного комітету ВКП(б).
У листопаді 1931 — січні 1932 року — голова Архангельської міської ради.
У січні 1932 — квітні 1934 року — секретар Північного крайового комітету ВКП(б) з транспорту, завідувач промислово-транспортного відділу Північного крайового комітету ВКП(б) у місті Архангельську.
У квітні 1934 — травні 1936 року — завідувач сектору водного транспорту промислово-транспортного відділу ЦК ВКП(б) у Москві.
У травні 1936 — жовтні 1937 року — 2-й секретар Дагестанського обласного комітету ВКП(б).
У жовтні 1937 — січні 1939 року — 1-й секретар Дагестанського обласного комітету ВКП(б). Входив до складу особливої трійки, створеної за наказом НКВС СРСР від 30 липня 1937 року, брав активну участь у сталінських репресіях.
У лютому 1939 — травні 1941 року — керуючий тресту «Калінінліс» Калінінської області РРФСР.
У травні 1941 — листопаді 1942 року — керуючий тресту «Пензаліс» Пензенської області РРФСР.
У листопаді 1942 — вересні 1943 року — голова виконавчого комітету Пензенської міської ради депутатів трудящих.
У вересні 1943 — січні 1947 року — заступник голови виконавчого комітету Пензенської обласної ради депутатів трудящих. Одночасно, у вересні — листопаді 1943 року — завідувач відділу з оргнабору робочої сили Пензенського облвиконкому; у листопаді 1943 — січні 1947 року — завідувач Пензенського обласного відділу держзабезпечення і побутового облаштування родин військовослужбовців.
У січні — листопаді 1947 року — слухач курсів перепідготовки керівних радянських працівників при Вищій партійній школі ЦК ВКП(б) у Москві.
У листопаді 1947 — січні 1948 року — заступник голови виконавчого комітету Пензенської обласної ради депутатів трудящих.
У січні 1948 — квітні 1950 року — начальник Пензенського обласного управління харчової промисловості.
З квітня 1950 року — на пенсії в місті Пензі. Важко хворів.

## Нагороди
- ордени
- медалі